# 蔡唯志
蔡 唯志（チェ・ユジ、채유지、2003年2月9日 - ）は、ジャパンラグビーリーグワンの三菱重工相模原ダイナボアーズに所属するラグビーユニオン選手。

## 来歴
小学生時代は布施ラグビースクール（大阪府東大阪市）で活動。
東大阪朝鮮中学校から大阪朝鮮高級学校を経て、近畿大学に入る。
大学4年の2025年1月、アーリーエントリーで三菱重工相模原ダイナボアーズに加入した。同年3月16日に行われたJAPAN RUGBY LEAGUE ONE第11節交流戦東京サンゴリアス戦にて途中出場でリーグワン公式戦初出場を果たした。同月、近畿大学卒業。